# Schachliteratur

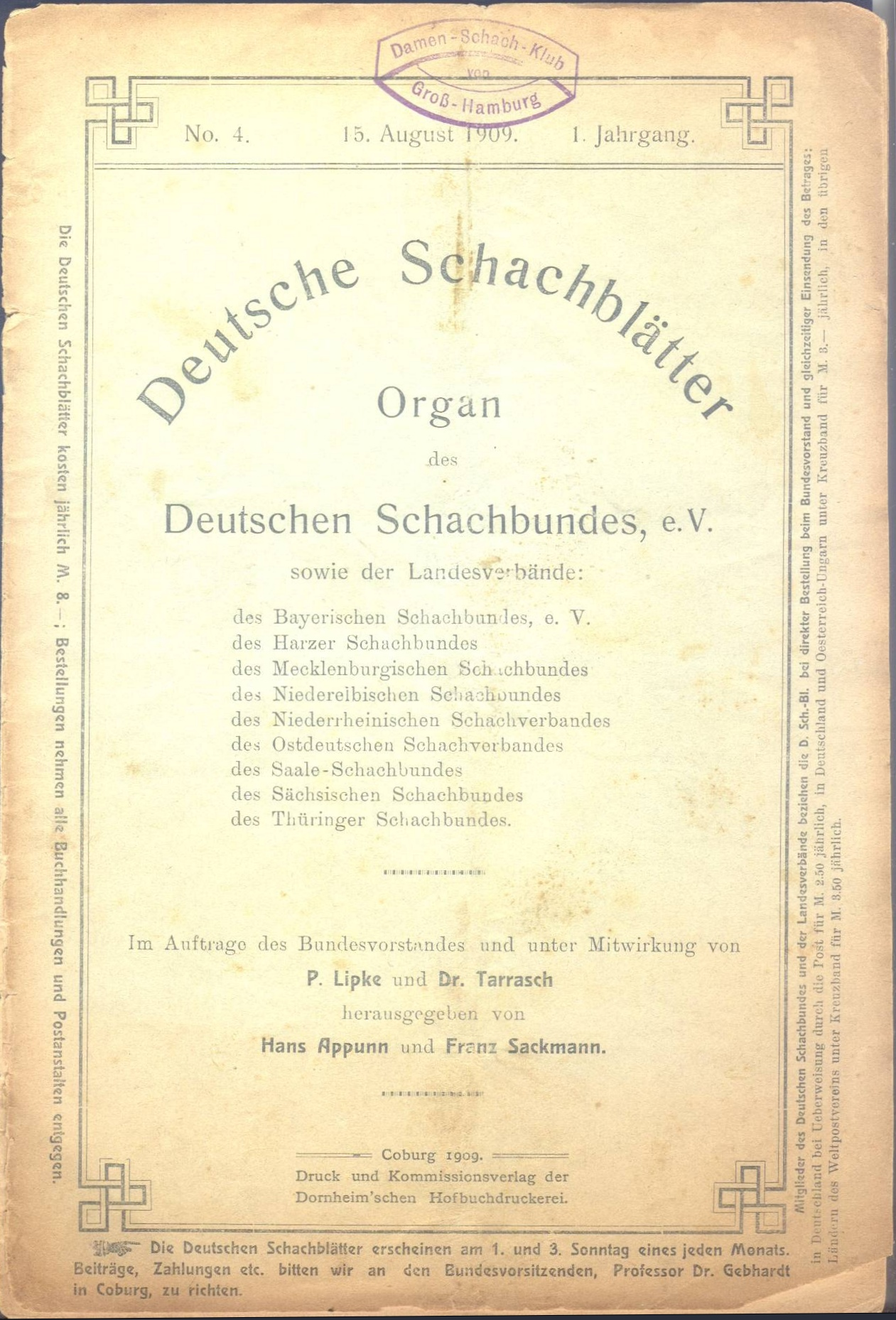
Schachliteratur: Titelblatt der Deutschen Schachblätter, Ausgabe 4 vom 15. August 1909

Bei der Schachliteratur handelt es sich um Fachliteratur zum Schachspiel. Beispielsweise findet man Schachliteratur zu folgenden Themen:
- Schachlehrbücher – Einführungen für Anfänger und Fortgeschrittene
- Schacheröffnungen – allgemeine Betrachtungen bzw. Darstellung spezieller Eröffnungen/Eröffnungsvarianten
- Behandlung des Mittelspiels
- Endspiele
- Turnierbücher – berichten von einzelnen Schachturnieren oder Schachwettkämpfen (z. B. Weltmeisterschaft)
- Biographien – Lebensbeschreibungen bekannter Schachmeister (Monographie)
- Geschichte des Schachs
- Schachkomposition
- Schachstudien
- Schachtaktik
- Sonstiges
  - Computerschach
  - Schach und Mathematik
  - Psychologie
  - Kurioses

Nur am Rande zur Schachliteratur werden die vielen belletristischen Werke gezählt, die Schach zum Thema haben, beispielsweise von Wilhelm Heinse (Anastasia und das Schachspiel), Stefan Zweig (Schachnovelle), Vladimir Nabokov (Lushins Verteidigung), Gustav Meyrink (Der Golem), Samuel Beckett (Murphy) und Elias Canetti (Die Blendung).

## Historische Entwicklung
Über Schach ist wahrscheinlich mehr geschrieben worden als über jedes andere Spiel. Der niederländische Schachsammler Jurgen Stigter schätzt die Zahl der Veröffentlichungen auf über 500.000. Die ersten bedeutenden Bücher über Schach stammen von Jacobus de Cessolis (Jakob von Cessolis, vor 1330), Luis Ramírez Lucena (1497), Damiano da Odemira (1512) und Ruy López de Segura (1561). Das erste deutsche Schachbuch wurde als 10.843 Verse umfassende Übersetzung und Bearbeitung von Jakobs von Cessolis Schachtraktat von Heinrich von Beringen um 1330 verfasst. Das erste eigenständige deutschsprachige Schachbuch erschien 1507. Spätere einflussreiche Werke stammen von François-André Danican Philidor (Analyse du jeu des echecs, 1749), Giambattista Lolli (Osservazioni teorico-pratiche sopra il giuoco degli scacchi, 1763), Paul Rudolph von Bilguer (Handbuch des Schachspiels, 1843) und Howard Staunton (Chess player's handbook, 1847). Auch die meisten Schachweltmeister trugen maßgeblich zur Schachliteratur bei. So gilt beispielsweise die von Bobby Fischer verfasste Partiesammlung My sixty memorable games (1969, deutsch: Meine 60 denkwürdigen Partien) bis heute als Klassiker. Von dem 1966 erschienenen Buch Bobby Fischer teaches chess wurden mehr als 1 Million Exemplare verkauft, damit gilt es als meistverkauftes Schachbuch aller Zeiten.
Die erste Schachzeitschrift war Le Palamède (1836–1847). Davor gab es bereits Schachkolumnen in Tageszeitungen, zuerst 1813 im Liverpool Mercury.

## Sammlungen
Die bedeutendste Schachbibliothek des 19. Jahrhunderts besaß Baron Tassilo von Heydebrand und der Lasa. Als bedeutendste Privatsammlung der Gegenwart galt die des 2013 verstorbenen deutschen Großmeisters Lothar Schmid mit etwa 50.000 Bänden. Als wertvollste Schachsammlung gilt mittlerweile die des Amerikaners David DeLucia. Die größte Schachsammlung in einer öffentlichen Bibliothek ist weltweit die John G. White Collection in Cleveland; in Deutschland ist es die Schleswig-Holsteinische Landesbibliothek. Die Königliche Bibliothek der Niederlande verfügt über die größte Sammlung von Schachliteratur in Europa, die etwa 40.000 Bände umfasst. 
Viele private Sammler von Schachliteratur sind in der internationalen Vereinigung Chess Collectors International (kurz: CCI) tätig.